# Lófejpajzs

Nyírbátor

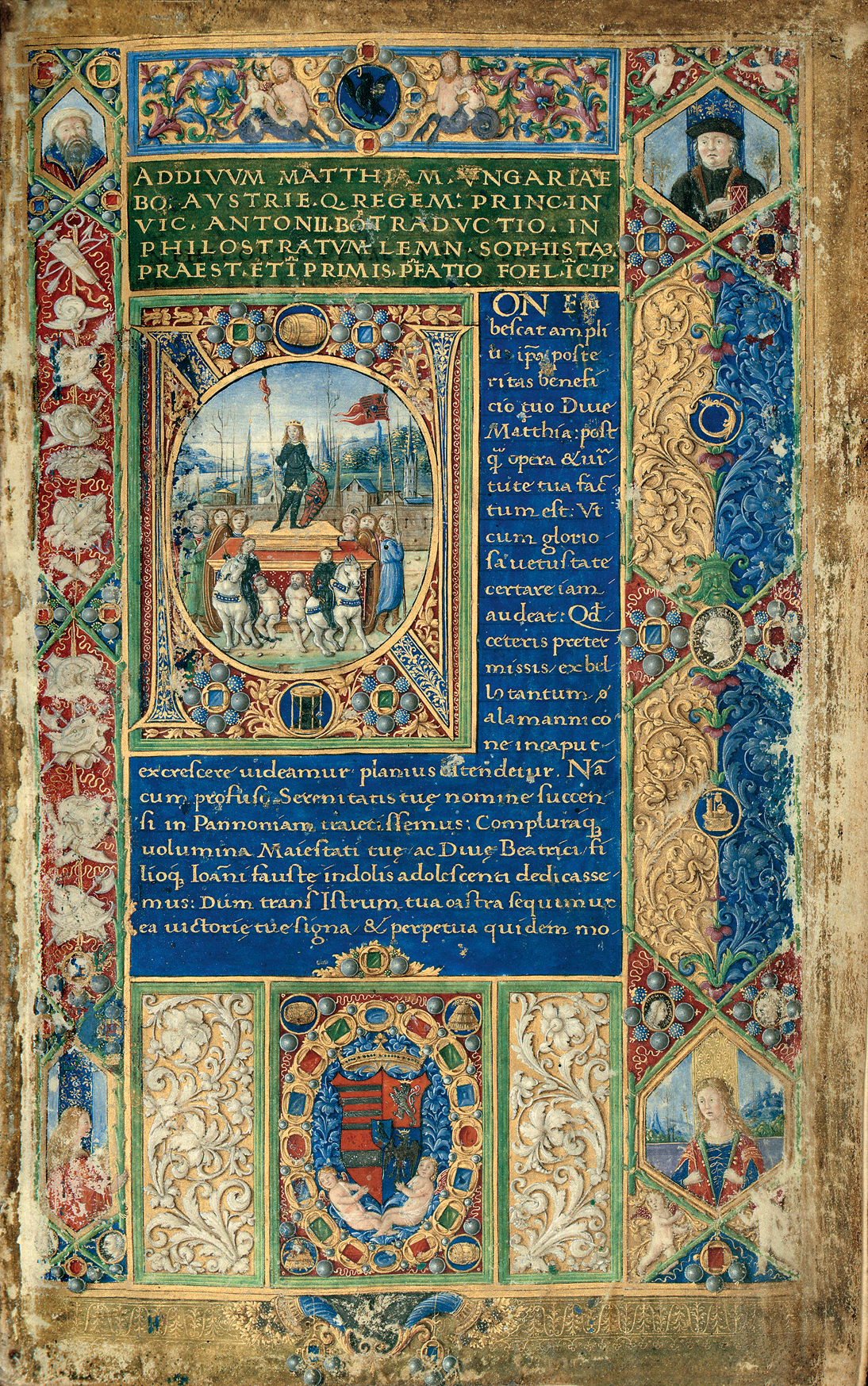
Miniatúra a Philostratus kódexben

A lófejpajzs a tárcsapajzs hosszúkás, elkorcsosult formája. Az élő heraldika korának egyik antiheraldikus pajzsformája.
Oldalainak számos bevágása miatt alakja a ló fejére emlékeztet. A nevét is innen kapta. Az olasz
heraldikában alakult ki, ahol nagyon kedvelt heraldikai pajzs. Innen terjedt el
Európa-szerte a reneszánsz korában. A csatában ténylegesen nem használták.
Névváltozatok: lófej paizs (Bárczay 52.), lófejforma pajzs, olasz pajzs    
fr: tête de cheval, de: Roßstirnschild, cs: italský štít

Rövidítések:

Valószínűleg a lovagi tornákon a lópáncél alkotórészét képező homlokvértből alakult ki. Ezt a pajzsot is előszeretettel cifrázták. Az olasz heraldikában változatos formában fordul elő. Gyakran használták a pápai címereknél.
Magyarországon lófejpajzs látható Nyírbátor címerében. Corvin János is lófejpajzsot tart a Philostratus-kódex egyik miniatúráján, mely Bécs elfoglalását ábrázolja.